# Fishsticks (South Park)
Fishsticks is de vijfde aflevering van het dertiende seizoen van South Park. Hij kwam voor het eerst uit in de Verenigde Staten op 8 april 2009. Net als zijn voorgangers verscheen ook deze aflevering in hd-kwaliteit en een 16:9-ratio.

## Plot
Jimmy is bezig met grappen te verzinnen terwijl Cartman in de zetel chips ligt te eten. Hij heeft een grap bedacht, zonder enige inbreng van Cartman:
Jimmy: Do you like fishsticks?
Cartman: Yeah.
Jimmy: Do you like putting fish dicks in your mouth?
Cartman: Yeah.
Jimmy: What are you, a gay fish?
Nederlandse vertaling
Jimmy: Eet jij graag fishsticks?
Cartman: Ja.
Jimmy: Hou jij ervan om fishsticks [uitgesproken als fish dicks, dick betekent penis] in je mond te steken?
Cartman: Ja.
Jimmy: Wat ben jij dan eigenlijk? Een homoseksuele vis?
Het duurt niet lang of iedereen in South Park vertelt hem door. Wanneer Cartman de helft van de credit (erkenning van de uitvinder) opeist maakt Kyle Jimmy ervan bewust dat hij moet opkomen voor zichzelf. Wanneer Jimmy aan Cartman vertelt dat hij eigenlijk de grap helemaal op zichzelf heeft bedacht vreest Cartman dat Jimmy al de credits probeert op te eisen. Daarom vraagt Cartman advies aan Kyle hoe hij moet omgaan met Jimmy. Maar Kyle is ervan overtuigd dat Jimmy de grap volledig geschreven heeft en vertelt ook dat Cartmans ego zo groot is dat hij onbewust dingen verkeerd onthoudt om zichzelf toch belangrijker te voelen. Dit wordt aangevuld met flashbacks van de herinneringen van Cartman. Deze flashbacks zijn zeer overdreven en belachelijk gemaakt waaruit blijkt dat Cartman echt denkt dat hij de credit verdient.
Ondertussen is de grap een nationale sensatie geworden. Carlos Mencia, een komiek, vertelt op de Conan O'Brien's show dat hij deze grap uitgevonden heeft. Rapper Kanye West begrijpt deze grap niet. Hij wordt steeds kwader wanneer iedereen hem vertelt dat hij de grap niet begrijpt. Niemand mag de grap uitleggen omdat hij er steevast in gelooft dat hij een genie en "de stem van de generatie" is. Kanye laat Carlos Mencia, die toegeeft dat hij niet de echte bedenker is, ontvoeren. Maar Kanye gelooft hem niet en slaat hem dood.
Cartman en Jimmy komen op in de The Ellen DeGeneres Show en beweren dat zij de uitvinders zijn. Kanye gaat nu achter de jongens aan. Jimmy vraagt aan Cartman hoe hij kan leven met zichzelf doordat hij alle credit opeist voor een grap die hij helemaal niet geschreven heeft. Ze worden door Kanye, die hen wil vermoorden, onderbroken. Inmiddels heeft Cartman zichzelf niet alleen overtuigd dat hij de grap heeft geschreven zonder hulp van Jimmy, maar ook een draak doodde, een leger van Joodse robots versloeg en dezelfde krachten heeft als de superheld Human Torch. Cartman denkt te realiseren wat Kyle hem heeft proberen te vertellen, maar hij draait het volledig om: hij gelooft dat Kyle het had over Jimmy's ego en dat Jimmy's ego er zichzelf van probeerde ervan te overtuigen dat hijzelf (Jimmy) de grap schreef en niet aanvaardde dat Cartman de grap geschreven heeft. Jimmy gelooft wat Cartman zegt en dat hij dat zich gewoon maar inbeeldde.
Kanye heeft een openbaring over zijn eigen grote ego en gelooft dat hij eindelijk de grap begrijpt. Zo denkt hij nu dat hij een homoseksuele vis is. De episode eindigt met Kanye met een wetsuit die vanaf een pier springt om zijn nieuwe identiteit te omarmen als homoseksuele vis. Zoals in een videoclip zwemt hij gelukkig in de zee en kust enkele willekeurige vissen terwijl hij een lied zingt.